# Gepunkteter Schnurfüßer

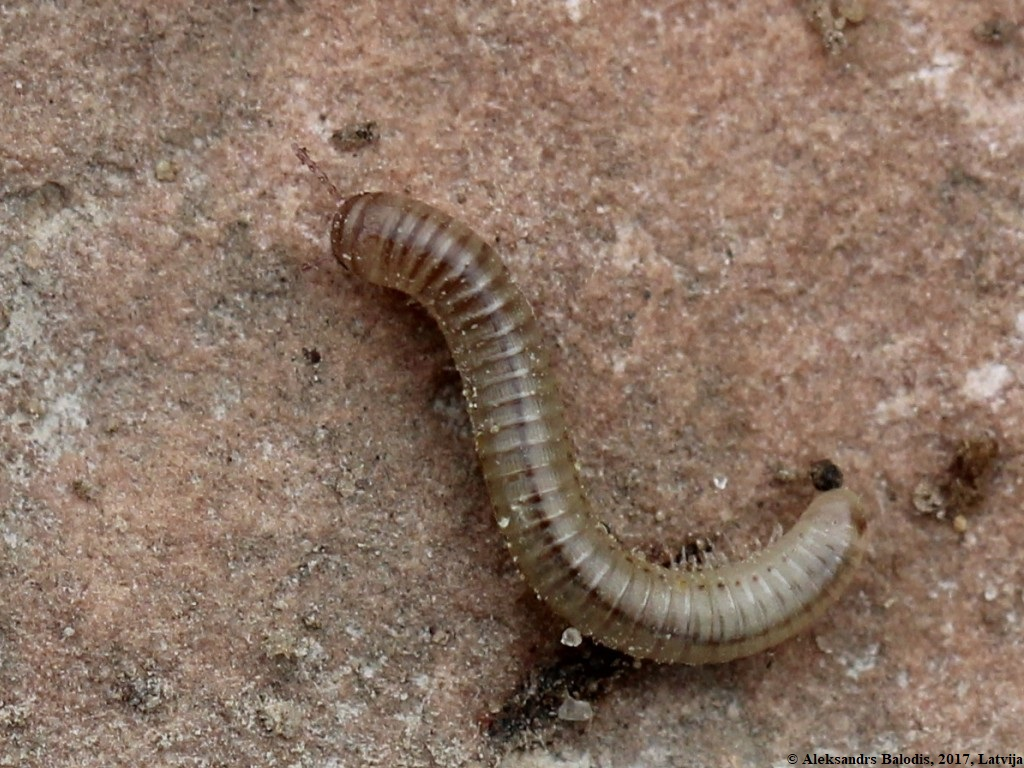
Ein typisch hell gefärbtes Exemplar der Art

Der Gepunktete Schnurfüßer (Cylindroiulus punctatus, Syn. Cylindroiulus silvarum), auch Gemeiner Gepunkteter Schnurfüßer genannt, ist eine Art der Tausendfüßer und in Europa beheimatet.

## Merkmale
Die drehrunden und langgestreckten Tiere erreichen Körperlängen von 14–27 mm, wobei die Weibchen länger werden können als die Männchen. Die Breite des Körpers beträgt 1–2 mm. Die meist hellbraune, strohbraune oder rosabraune, manchmal auch dunkelbraune Körperoberfläche ist seidig glänzend. Sie haben rund hundert gelbliche Beinpaare und 41–56 Körpersegmente. Die dunklen Punkte an der Körperseite sind nur schwach zu erkennen und entstammen der dunkleren Färbung der Wehrdrüsen. Ein charakteristisches Merkmal der Art ist das keulenförmig verdickte Anhängsel des Telsons. Dieses Merkmal teilt die Art auch mit Cylindroiulus londinensis, dieser Schnurfüßer ist jedoch schwarz gefärbt.
Bei Berührung rollen sich die Tiere zu einer Scheibe zusammen.

## Verbreitung und Lebensraum
Die Art ist überwiegend in Mitteleuropa und Nordwesteuropa verbreitet. Die meisten Nachweise stammen dabei aus Großbritannien, Irland, Deutschland, dem Süden Schwedens und Norwegens, Frankreich, Polen und Dänemark. Aber auch in den angrenzenden Ländern wie Tschechien, Österreich, der Schweiz und dem Nordosten Spaniens kommt die Art vor. Eingeschleppt wurde die Art in den Nordosten von Nordamerika und lebt hier in den US-Bundesstaaten New York und Massachusetts, sowie in den kanadischen Provinzen Nova Scotia, Prince Edward Island und Neufundland und Labrador. In Deutschland kommt die Art vor allem im Norden und Westen vor und ist meistens häufig.
Die Tiere leben vor allem in Wäldern (sowohl Laub- als auch Nadelwäldern) und waldähnlichen Habitaten, aber auch in Gärten, Parks und Kulturland. Hier besiedeln sie vor allem morsches Holz, leben unter der Rinde von Totholz oder seltener auch in den obersten Schichten humoser Laubstreu. Im Frühling und Sommer leben die Tiere auch bis zu 5 m weit oben an Ästen und im Laub, während sie bei niedrigen Temperaturen häufiger im Boden leben, wo sie häufig auch unter Steinen und Holz gefunden werden können. Ebenfalls gefunden wurden sie in Vogelnestern und den Nestern verschiedener Ameisenarten, wie Lasius niger, Formica rufa oder Formica pratensis. Die Art ist feuchtigkeitsliebend und bevorzugt feuchte Humusschichten, kann jedoch auch in trockeneren Böden leben. Es werden auch Gebiete mit sauren Böden besiedelt. Der Gepunktete Schnurfüßer ist eine Tieflandart, die nur im Mittelmeerraum auch oberhalb von 1000 m über NN gefunden werden kann. Den Winter überdauern die Tiere unter Rinde oder im Mineralboden.

## Lebensweise
Schnurfüßer sind Saprobionten und ernähren sich von Laubstreu, Holz und Moos. Sie wühlen sich durch den Boden, wobei sie den Kopf als eine Art Rammbock benutzen. Die Schubkraft entsteht dabei durch die vielen Beinpaare, die sich von vorne nach hinten wellenartig nacheinander bewegen. Sie können so Gänge durch morsches Holz und Humusschichten fressen. Mit dieser Tätigkeit durchlüften sie den Boden, bringen Mikroorganismen ein und zerkleinern morsches Holz. Trotz ihrer vielen Beinpaare bewegt sich die Art langsam fort.
Paarungen finden von März bis November statt. Weibchen legen 20–80 Eier im Holz ab, die Zahl der Eier steigt dabei mit zunehmendem Alter. Erst mit drei Jahren erreicht die langlebige Art ihre Geschlechtsreife.

## Ähnliche Arten
Häufig zu findende einheimische Waldarten sind der Gemeine Dunkle Schnurfüßer (Julus scandinavius), der Schwarze Schnurfüßer (Tachypodoiulus niger) und der Messerschwanz-Schnurfüßer (Allajulus nitidus), wobei sie weniger häufig in morschem Holz leben als der Gepunktete Schnurfüßer.
In Feldbiotopen dagegen findet man häufig den Gemeinen Feldschnurfüßer (Cylindroiulus caeruleocinctus).